# غلين ريتشاردز (موسيقي)
غلين ريتشاردز (بالإنجليزية: Glenn Richards)‏ هو موسيقي وكاتب أغاني أسترالي، ولد في 17 نوفمبر 1972 في شيبارتون في أستراليا.

## وصلات خارجية
- الموقع الرسمي
- غلين ريتشاردز على موقع IMDb (الإنجليزية)
- غلين ريتشاردز على موقع ميوزك برينز (الإنجليزية)
- غلين ريتشاردز على موقع ديسكوغز (الإنجليزية)